# Provincia Laghouat
Provincia Laghouat (în arabă ولاية الأغواط) este o unitate administrativă de gradul I (wilaya) a Algeriei. Reședința sa este orașul Laghouat.